# Кельгайм (район)
Кельгайм (нім. Kelheim) — район у Німеччині, у складі округу Нижня Баварія федеральної землі Баварія. Адміністративний центр — місто Кельгайм.

## Населення
Населення району становить 123 390 осіб (станом на 31 грудня 2020).

## Адміністративний поділ
Район складається з 5 міст (нім. Städte), 6 торговельних громад (нім. Märkte) та 13 громад (нім. Gemeinden):
| Міста 1. Абенсберг (14192) 2. Кельгайм (16744) 3. Майнбург (15106) 4. Нойштадт (14493) 5. Ріденбург (6119) Торговельні громади 1. Бад-Аббах (12428) 2. Ессінг (1151) 3. Зігенбург (4104) 4. Лангквайд (5842) 5. Пайнтен (2266) 6. Рор (3334) | Громади 1. Айгльсбах (1847) 2. Аттенгофен (1327) 3. Бібург (1322) 4. Вільденберг (1392) 5. Гаузен (2172) 6. Геррнгірсдорф (1324) 7. Ельзендорф (2167) 8. Зааль (5473) 9. Ірлерштайн (4295) 10. Кірхдорф (916) 11. Тойгн (1718) 12. Трайн (1890) 13. Фолькеншванд (1768) Об'єднання громад 1. Зааль (громади Зааль та Тойгн) 2. Зігенбург (торговельна громада Зігенбург, громади Бібург, Кірхдорф, Трайн та Вільденберг) 3. Ірлерштайн (торговельна громада Ессінг та громада Ірлерштайн) 4. Лангквайд (торговельна громада Лангквайд, громади Гаузен та Геррнгірсдорф) 5. Майнбург (громади Айгльсбах, Аттенгофен, Ельзендорф та Фолькеншванд) |

Дані про населення наведені станом на 31 грудня 2020.